# 满井镇 (宾县)
满井镇是中国黑龙江省哈尔滨市宾县下辖的一个镇，位于县境西北部，在松花江边，隔江与呼兰区和巴彦县相望，主要农作物是水稻和玉米。。